# Glismouda
Glismouda, także Glismut (ur. 865  – zm. 26 kwietnia 924) – nieślubna córka króla wschodniofrankijskiego Arnulfa z Karyntii, pochodzącego z dynastii Karolingów. W 880 wyszła za mąż za Konrada Starszego z rodu Konradynów. 
Miała z nim 4 dzieci:
- Konrad I (ur. 881  – zm. 918) – od 910 książę Frankonii, a od 911 król wschodniofrankijski;
- Eberhard Konradyn (ur. 885  – zm. 939) – w 918 książę Frankonii;
- Otto (zm. po 918) – od 904 hrabia Ruhrgau, od 912 hrabia środowego Lahn;
- n.n. córka.